# Omont
Omont település Franciaországban, Ardennes megyében. Lakosainak száma 72 fő (2022. január 1.). Omont Baâlons, Chagny, Vendresse, Villers-le-Tilleul és Bairon-et-ses-Environs községekkel határos.

## Népesség
A település népességének változása:
| Lakosok száma | 61   | 42   | 52   | 93   | 80   | 79   | 84   | 81   | 79   | 72   |
|               | 1968 | 1982 | 1990 | 2006 | 2013 | 2015 | 2017 | 2019 | 2020 | 2022 |